# Storegöl (Karlstorps socken, Småland)
Storegöl är en sjö i Vetlanda kommun i Småland och ingår i Emåns huvudavrinningsområde.